# 독립기념비 (키이우)
독립기념비(우크라이나어: Монумент Незалежності)는 우크라이나 키이우 독립광장에 있는 기념비이다. 우크라이나 독립을 기념하며, 기념비의 높이는 61 m (200 ft)이다.

## 같이 보기
- 베를린 전승기념탑
- 독립기념비 (멕시코시티)